# Solomana Kanté
Pour les articles homonymes, voir Kanté.
Solomana Kanté, Souleymane Kanté, Souleymane Kantè ou Sùlemáana Kántɛ, né en 1922 à Koloni (Kankan) en république de Guinée et mort à Conakry le 23 novembre 1987, est un linguiste et un pédagogue guinéen.
Il est l'inventeur de l'écriture n’ko, un système de transcription des langues mandingues en Afrique occidentale.

## Biographie
Solomana Kanté né en 1922 à Kölönin dans le district de Soumankoï, sous-préfecture de Karifamoudouya, dans la préfecture de Kankan, il est le fils d’Amara Kanté, un éducateur en charge d’une école privée religieuse à Soumankoï et de Diaka Keita.
À la mort de son père en 1941, Solomana, âgé de 19 ans, est un peu trop jeune pour reprendre la charge de l’établissement qui se vide de ses étudiants. Dès 1942, Solomana Kanté est allé à l’aventure ; laissant la gestion de l’école familiale à ses grands frères. Il séjourne à Bouaké, Abidjan et Bingerville en côte d’Ivoire où il se consacrera aux activités commerciales notamment la vente des noix de cola, sans interrompre ses relations avec l’éducation et la culture de son père dont la recherche de la vulgarisation de la connaissance islamique ; il devient un autodidacte aux centres d’intérêts variés.
Solomana Kanté meurt le 23 novembre 1987 à Bonfi marché dans la commune de Matam à Conakry.

## Invention
En lisant un article écrit par le journaliste libanais Kamel Marouah dans lequel était écrit, entre autres, « L’Afrique noire recèle plusieurs dialectes non écrits ; ceci ne sera possible que quand les Gouvernements Africains auront décidé de leur transcription à l’exemple des prêtres qui ont fait des essais de transcriptions de la bible dans certains ces dialectes ; malheureusement ces tentatives ont été vouées à l’échec à cause de l’absence totale de règles grammaticales permettant de bonnes dispositions dans la segmentation syntaxique des phrases. »
À la suite de cette révélation, Solomana Kante répond au journaliste libanais en ces termes « Nous n’avons, certes, pas d’écriture, c’est vrai; mais que nos langues locales sont toutes dépourvues de règles grammaticales permettant de bonnes dispositions dans la segmentation syntaxique des phrases, ça c’est faux et archi faux. »
Après plusieurs tentatives de transcription de la langue mandingue en alphabet arabe et en alphabet latin, il décide de créer son propre système de transcription des sons de la langue mandingue, qui lui semble plus adapté à la transmission du savoir et à la pédagogie que des systèmes de transcription étrangers comme l’alphabet latin ou l’alphabet arabe. Il le baptise, le 14 avril 1949, N’Ko.

### Polémique
Une nouvelle étude du chercheur haïtien Rodney Salnave, basée sur l'écriture en 1791 de Tamerlan, un esclave lettré à Saint Domingue (actuel Haïti), a démontré que Souleymane Kanté n'était pas l'inventeur de l'alphabet N'Ko en 1949. Le N'Ko fut en fait inventé deux siècles plus tôt, au début des années 1700, par le futur Roi du Royaume bambara de Ségou, Ngolo Diarra (1718-1790) qui a étudié à Tombouctou, Mali, dans sa jeunesse. Souleymane Kanté, quoique natif de la Guinée, sa famille est originaire de Ségou, au Mali où N'Ko était écrit. Donc, Souleymane Kanté, qui a relancé l'écriture N'Ko en 1949, a dû avoir cet alphabet dans les effets de sa famille, depuis des générations.

## Œuvres
- Méthode pratique d'écriture n'ko, Kankan 1961/Siguiri 1993 ;
- Traité de sciences en n'ko, Kankan 1961 ;
- Hatè syllabaire en N'ko, Abidjan 1982/Caire 1986,1993, 2000, 2002, 2004, 2005, 2006/Kankan, 1990/Conakry, 2008, 2013/Bamako, 2010 ;
- Le but de la lecture de la Fatiha dans tous les rak`ah de la prière musulmane, dans l’école et dans la mosquée, Caire 1994 ;
- Histoire de Samory Touré (1830-1900), Caire 1995, 2004, 2008 ;
- Résumé de l'histoire de la ville de Bambako, ou Bamako, Bamako 2006 ;
- Conseils aux mamans d'Afrique Noire : La bonne façon d'espacer les naissances et la protection contre la grossesse en Afrique Noire, Caire 1995 ;
- Conseils aux mères africaines, Caire 2009 ;
- Les problèmes et les défauts en société, Caire 1992 ;
- Les viscères et les glandes, Conakry 1990 ;
- Les quinze signes de la fin du monde, Conakry 1999 ;
- La diversité des salutations et les liens de parenté, Conakry 1958/1978 ;
- Histoire de Foloningbè 1800-1882, Macenta 1993 ;
- Comment introduire et conclure un discours, la bénédiction publique, Caire 1993 ;
- Les ancêtres Adam et Ève ne sont pas à blâmer, Caire 2004 ;
- Néologismes politiques N'ko, Caire 2004 ;
- Histoire des patronymes mandingues, Conakry 1972/Caire 1990 ;
- L'épopée de Djibriba en N'ko, Conakry 1980/Caire 1997 ;
- La reproduction humaine ou l'insolence pour le non compréhensif en N'ko, Caire 1990 ;
- Le piroguier de l'espérance, recueil de poèmes N'ko, Caire 1993 ;
- Les règles de la langue, 3e tome N'ko, Bamako 2006 ;
- Traduction N'ko des psaumes de David, Conakry 1994 ;
- Histoire des Souverains Traoré de Sikasso - Kènèdougou en N'ko, Bamako 2006 ;
- Le saint Coran, et la traduction de son sens en N'ko, langue commune du Manden, Médine 1999 ;
- Les qualificatifs et la valeur du Coran, Conakry 2003 ;
- L'histoire d'Elhadj Oumar Tall (1791-1864) en N'ko ;
- Les bases de la géomancie en N'ko, Conakry 2006/Bamako 2010 ;
- Histoire des Mandingues pendant 4000 ans, Tome I (de 2764 av. J.-C. jusqu’à 1234 apr. J.-C.), Caire 1994, 1997, 2002, 2004, 2008 ;
- Histoire des Mandingues, Tome II, Soundiata Kéïta, fils de Naré Maghan, Caire 1994, 1997, 2002, 2004, 2008 ;
- Histoire des Mandingues, Tome III, les 135 articles de la charte de Kouroukanfouwa ou kouroukanfouga en N'ko, Caire 1994, 1997, 2002, 2004, 2008 ;
- Histoire des Mandingues, Tome IV, les successeurs de Soundiata Kéïta, Caire 1994, 1997, 2002, 2004, 2008 ;
- Histoire de la langue commune mandingue et genèse des emprunts arabes, Caire 2008 ;
- Histoire des royaumes périphériques de la confédération mandingue et des États qui ont émergé sur ses ruines (1100-1898), Caire 1995, 2004, 2008 ;
- Les proverbes mandingues, Caire 2004 ;
- Histoire du Macina : 462 ans d'événements de 1400 à 1862, Bamako 2007 ;
- Petit Livre de littérature N'ko, Kouthiala 2011.

| N° | Nom des œuvres                                  |         | années |
| -- | ----------------------------------------------- | ------- | ------ |
| 01 | Le Premier Syllabaire NKO 1ère année            | Abidjan | 1949   |
| 02 | Le Syllabaire 1ère année                        | Abidjan | 1957   |
| 03 | Le Syllabaire 2ème année                        | Abidjan | 1958   |
| 04 | Le Syllabaire 1ère année avec image             | Kankan  | 1961   |
| 05 | Le Syllabaire 1ère année «la lumière a pointée» | Conakry | 1970   |
| 06 | Le Syllabaire 2ème année «la lumière a pointée» | Conakry | 1970   |
| 07 | Le Syllabaire Nko 3ème année                    | Bamako  | 1979   |
| 08 | Les leçons d’apprentissage                      |         | 1968   |
| 09 | Le Syllabaire Hatè                              | Abidjan | 1983   |

| N° | Nom des œuvres                                                | années |
| -- | ------------------------------------------------------------- | ------ |
| 01 | Les principaux corroboratifs en NKO                           | 1961   |
| 02 | Le Syllabaire bilingue NKO-Français                           | 1958   |
| 03 | Le petit livre de Grammaire                                   | 1969   |
| 04 | Le 1er livre de Grammaire                                     | 1973   |
| 05 | Le livre de Grammaire cours élémentaire                       | 1973   |
| 06 | Le livre de Grammaire cours moyen                             | 1974   |
| 07 | Le livre de Grammaire 3ème année                              | 1975   |
| 08 | Le préalable nécessaire à l’invention du NKO                  | 1950   |
| 09 | Le Dictionnaire NKO de 32.000 mots                            | 1962   |
| 10 | Les difficultés de transcription du Maninka en alphabet latin | 1976   |
| 11 | Les épreuves du NKO                                           | 1962   |
| 12 | La meilleure voie pour apprendre l’arabe (NKO-arabe)          | 1963   |
| 13 | Le Lexique Français-Maninka (en alphabet latin)               | 1974   |
| 14 | Le lexique Français-NKO                                       | 1975   |
| 15 | Le lexique NKO-Français                                       | 1975   |

| N° | Nom des œuvres                                                             | années |
| -- | -------------------------------------------------------------------------- | ------ |
| 01 | Les Meilleurs proverbes du Mandingue                                       | 1969   |
| 02 | Comment des mots arabes ont intégrés le Maninka                            | 1952   |
| 03 | Le Recueil des proverbes Maninka                                           | 1969   |
| 04 | La Différence entre l’écriture et la langue                                | 1978   |
| 05 | Les Sketchs du Harine                                                      | 1972   |
| 06 | Les Terminologies Français en NKO                                          | 1962   |
| 07 | Les 12 Mois de l’année et les 12 importances des remèdes contre la douleur | 1978   |
| 08 | Comment devenir un bon poète                                               | 1960   |
| 09 | Comment se faire des amis                                                  | 1975   |
| 10 | Déclaration des Droits de l’Homme et du citoyen                            | 1968   |
| 11 | L’Afrique et la révolution (d’Ahmed Sékou Touré)                           | 1973   |
| 12 | Recueil de proverbe (de Karifakoudoun)                                     | 1972   |
| 13 | Les Conseils aux mères Africaine                                           | 1960   |
| 14 | Les Néologisme (lexique des mots politiques et administratifs)             | 1971   |
| 15 | L’Organisation Sociale et Coexistence pacifique                            | 1975   |
| 16 | Le livre de poème (le pêcheur de l’espoire)                                | 1960   |
| 17 | Recueil de poèmes divers                                                   | 1958   |
| 18 | Livre de poème (si Batè n’apprend pas, qui d’autre le fera)                | 1956   |
| 19 | Livre de poème du 1er avion guinéen «air guinée»                           | 1961   |
| 20 | La Réconciliation du RDA                                                   | 1951   |
| 21 | Livre de 16 poèmes divers                                                  | 1956   |
| 22 | Les principaux proverbes du Manden                                         | 1969   |
| 23 | Comment la langue française a été créée                                    | 1950   |
| 24 | Les Contes de la brousse et de la forêt                                    | 1960   |

## Vie privée
Solomana Kanté est marié à deux femmes dont Fanta cissé et Fanta Bérété et père de 16 enfants dont dix garçons et six filles.